# Ozarkenzeški kesten
Ozarkenzeški kesten (lat. Castanea ozarkensis) jedna je od 9 vrsta u rodu Castanea koji je predstavnik porodice bukovki (Fagaceae). To je manje drvo ili veći grm koji raste u planinama Ozarka i Ouachite u Arkansasu, Missouriju i Oklahomi, a po planinama Ozark vrsta je i dobila ime.
Vrsta je ugrožena od patogene gljive Cryphonectria parasitica, jedne vrste iz koljena Ascomycota, koja uništava i američki kesten (C. dentata)